# Basketbal na Letních olympijských hrách 1996
Basketbal na Letních olympijských hrách 1996 probíhal v hale Forbes Arena a na stadionu Georgia Dome v Atlantě.

## Turnaj mužů
| Zlato   | Spojené státy americké (USA) |
| Stříbro | Jugoslávie (YUG)             |
| Bronz   | Litva (LTU)                  |

Turnaj se odehrál v rámci XXVI. olympijské hry ve dnech 20. července - 4. srpna 1996 v Atlantě.
Turnaje se zúčastnilo 12 mužstev, rozdělených do dvou šestičlenných skupin ze, z nichž první čtyři postoupily do play off, kde se hrálo o medaile. Týmy, které skončily ve skupině na pátém a šestém místě, hrály o 9. - 12. místo. Olympijským vítězem se stalo mužstvo Spojených států.

### Skupina A
|    |            | USA    | LIT    | CRO    | CHN    | ARG   | ANG   | V | P | Skóre   | B  |
| 1. | USA        | ***    | 104:82 | 102:71 | 133:70 | 96:68 | 87:54 | 5 | 0 | 522:345 | 10 |
| 2. | Litva      | 82:104 | ***    | 83:81p | 116:55 | 61:65 | 85:49 | 3 | 2 | 427:354 | 8  |
| 3. | Chorvatsko | 71:102 | 81:83p | ***    | 109:78 | 90:75 | 71:48 | 3 | 2 | 422:386 | 8  |
| 4. | Čína       | 70:133 | 55:116 | 78:109 | ***    | 87:77 | 70:67 | 2 | 3 | 360:502 | 7  |
| 5. | Argentina  | 68:96  | 65:61  | 75:90  | 77:87  | ***   | 66:62 | 2 | 3 | 351:396 | 7  |
| 6. | Angola     | 54:87  | 49:85  | 48:71  | 67:70  | 62:66 | ***   | 0 | 5 | 280:379 | 5  |

 Čína -  Angola 70:67 (36:36)
20. července 1996 - Atlanta
 USA -  Argentina 96: 68 (46:44)
20. července 1996 - Atlanta
 Litva -  Chorvatsko 83: 81 (37:31, 66:66, 72:72)
20. července 1996 - Atlanta
 USA -  Angola 87: 54 (44:31)
22. července 1996 - Atlanta
 Chorvatsko -  Čína 109:78 (56:44)
22. července 1996 - Atlanta
 Argentina -  Litva 65:61 (31:25)
22. července 1996 - Atlanta
 Chorvatsko -  Angola 71:48 (26:23)
24. července 1996 - Atlanta
 USA -  Litva 104:82 (50:42)
24. července 1996 - Atlanta
 Čína -  Argentina 87:77 (51:38)
24. července 1996 - Atlanta
 Litva -  Angola 85:49 (37:21)
26. července 1996 - Atlanta
 Chorvatsko -  Argentina 90:75 (43:29)
26. července 1996 - Atlanta
 USA -  Čína 133:70 (65:28)
26. července 1996 - Atlanta
 Argentina -  Angola 66: 62 (27:32)
28. července 1996 - Atlanta
 Litva -  Čína 116:55 (53:23)
28. července 1996 - Atlanta
 USA -  Chorvatsko 102:71 (57:38)
28. července 1996 - Atlanta

### Skupina B
|    |             | YUG    | AUS      | GRE    | BRA      | PUR    | KOR    | V | P | Skóre   | B  |
| 1. | Jugoslávie  | ***    | 91:68    | 71:63  | 101:82   | 97:86  | 100:84 | 4 | 1 | 478:364 | 10 |
| 2. | Austrálie   | 68:91  | ***      | 103:62 | 109:101p | 101:96 | 111:88 | 4 | 1 | 492:350 | 9  |
| 3. | Řecko       | 63:71  | 62:103   | ***    | 89:87    | 80:69  | 108:86 | 3 | 2 | 402:416 | 8  |
| 4. | Brazílie    | 82:101 | 101:109p | 87:89  | ***      | 101:98 | 127:97 | 2 | 3 | 498:497 | 7  |
| 5. | Portoriko   | 86:97  | 96:101   | 69:80  | 98:101   | ***    | 98:86  | 1 | 4 | 447:465 | 6  |
| 6. | Jižní Korea | 65:118 | 88:111   | 86:108 | 97:127   | 86:98  | ***    | 0 | 5 | 422:562 | 5  |

 Austrálie -  Jižní Korea 111:88 (64:37)
20. července 1996 - Atlanta
 Brazílie -  Portoriko 101:98 (58:54)
20. července 1996 - Atlanta
 Jugoslávie -  Řecko 71 :63 (30:30)
20. července 1996 - Atlanta
 Portoriko -  Jižní Korea 98 :86 (51:52)
22. července 1996 - Atlanta
 Jugoslávie -  Austrálie 91 :68 (54:28)
22. července 1996 - Atlanta
 Řecko -  Brazílie 89 :87 (54:54)
22. července 1996 - Atlanta
 Jugoslávie -  Jižní Korea 118:65 (57:28)
24. července 1996 - Atlanta
 Řecko -  Portoriko 80 :69 (51:33)
24. července 1996 - Atlanta
 Austrálie -  Brazílie 109:101 (41:46, 82:82, 92:92)
24. července 1996 - Atlanta
 Řecko -  Jižní Korea 108:86 (56:44)
26. července 1996 - Atlanta
 Jugoslávie -  Brazílie 101:82 (55:31)
26. července 1996 - Atlanta
 Austrálie -  Portoriko 101:96 (51:53)
26. července 1996 - Atlanta
 Brazílie -  Jižní Korea 127:97 (66:49)
28. července 1996 - Atlanta
 Austrálie -  Řecko 103:62 (52:30)
28. července 1996 - Atlanta
 Jugoslávie -  Portoriko 97 :86 (45:34)
28. července 1996 - Atlanta

### Čtvrtfinále
Litva -  Řecko 99:66 (45:19)
30. července 1996 (10:00) - Atlanta
 Jugoslávie - China 128:61 (63:29)
30. července 1996 (12:00) - Atlanta
 Austrálie -  Chorvatsko 73:71 (41:33)
30. července 1996 (20:00) - Atlanta
 USA -  Brazílie 98:75 (52:36)
30. července 1996 (22:00) - Atlanta

### Semifinále
Jugoslávie -  Litva 66:58 (35:31)
1. srpna 1996 (20:00) - Atlanta
 USA -  Austrálie 101:73 (51:41)
1. srpna 1996 (22:00) - Atlanta

### Finále
USA -  Jugoslávie 95:69 (43:38)
3. srpna 1996 (22:00) - Atlanta

### O 3. místo
Litva -  Austrálie 80:74 (36:34)
3. srpna 1996 (20:00) - Atlanta

### O 5. – 8. místo
Řecko -  Čína 115:75 (50:24)
1. srpna 1996 (10:00) - Atlanta
 Brazílie -  Chorvatsko 80:74 (39:27)
1. srpna 1996 (12:00) - Atlanta

### O 5. místo
Řecko -  Brazílie 91:72 (49:45)
2. srpna 1996 (22:00) - Atlanta

### O 7. místo
Chorvatsko -  Čína 99:85 (49:39)
2. srpna 1996 (20:00) - Atlanta

### O 9. – 12. místo
Argentina -  Jižní Korea 97:79 (44:41)
30. července 1996 (15:00) - Atlanta
 Portoriko -  Angola 76:67 (38:36)
30. července 1996 (17:00) - Atlanta

### O 9. místo
Argentina -  Portoriko87:77 (43:38)
2. srpna 1996 (12:00) - Atlanta

### O 11. místo
Angola -  Jižní Korea 99:61 (48:33)
2. srpna 1996 (10:00) - Atlanta

### Soupisky
1.  USA
| - Charles Barkley - Grant Hill - Penny Hardaway - David Robinson | - Scottie Pippen - Mitch Richmond - Reggie Miller - Karl Malone | - John Stockton - Shaquille O'Neal - Gary Payton - Hakeem Olajuwon |

2.  Jugoslávie
| - Dejan Bodiroga - Predrag Danilovič - Saša Obradovič - Nikola Loncar | - Zarko Paspalj - Miroslav Berič - Aleksandar Đorđević - Zeljko Rebraca | - Vlade Divac - Zoran Savič - Dejan Tomaševič - Milenko Topič |

3.  Litva
| - Rytis Vaišvila - Mindaugas Žukauskas - Eurelijus Žukauskas - Tomas Pačėsas | - Saulius Štombergas - Darius Lukminas - Rimas Kurtinaitis - Arvydas Sabonis | - Artūras Karnišovas - Šarūnas Marčiulionis - Gintaras Einikis - Andrius Jurkūnas |

### Konečné pořadí (muži)
| XXV. | Olympijské hry | Z | V | P | Skóre    | B  |
| ---- | -------------- | - | - | - | -------- | -- |
| 1.   | USA            | 8 | 8 | 0 | 816: 562 | 16 |
| 2.   | Jugoslávie     | 8 | 7 | 1 | 741: 578 | 15 |
| 3.   | Litva          | 8 | 5 | 3 | 664: 560 | 13 |
| 4.   | Austrálie      | 8 | 5 | 3 | 712: 690 | 13 |
| 5.   | Řecko          | 8 | 5 | 3 | 674: 662 | 13 |
| 6.   | Brazílie       | 8 | 3 | 5 | 725: 757 | 11 |
| 7.   | Chorvatsko     | 8 | 4 | 4 | 666: 624 | 12 |
| 8.   | Čína           | 8 | 2 | 6 | 581: 844 | 8  |
| 9.   | Argentina      | 7 | 4 | 3 | 535: 552 | 11 |
| 10.  | Portoriko      | 7 | 2 | 5 | 600: 619 | 9  |
| 11.  | Angola         | 7 | 1 | 6 | 446: 516 | 8  |
| 12.  | Jižní Korea    | 7 | 0 | 7 | 562: 758 | 7  |

## Turnaj žen
| Zlato   | Spojené státy americké (USA) |
| Stříbro | Brazílie (BRA)               |
| Bronz   | Austrálie (AUS)              |

Turnaj se odehrál v rámci XXVI. olympijské hry ve dnech 20. července - 4. srpna 1996 v Atlantě.
Turnaje se zúčastnilo 12 družstev, rozdělených do dvou šestičlenných skupin ze, z nichž první čtyři postoupily do play off, kde se hrálo o medaile. Týmy, které skončily ve skupině na pátém a šestém místě, hrály o 9. - 12. místo. Olympijským vítězem se stalo mužstvo Spojených států.

### Skupina A
|    |          | BRA    | RUS   | ITA   | JPN    | CHN   | CAN   | V | P | Skóre   | B  |
| 1. | Brazílie | ***    | 82:68 | 75:73 | 100:80 | 98:83 | 69:56 | 5 | 0 | 424:360 | 10 |
| 2. | Rusko    | 68:82  | ***   | 75:70 | 73:63  | 94:78 | 68:49 | 4 | 1 | 378:342 | 9  |
| 3. | Itálie   | 73:75  | 70:75 | ***   | 52:44  | 62:53 | 59:54 | 3 | 2 | 316:301 | 8  |
| 4. | Japonsko | 80:100 | 63:73 | 44:52 | ***    | 75:72 | 95:85 | 2 | 3 | 357:382 | 7  |
| 5. | Čína     | 83:98  | 78:94 | 53:62 | 72:75  | ***   | 61:49 | 1 | 4 | 347:348 | 6  |
| 6. | Kanada   | 56:69  | 49:68 | 54:59 | 85:95  | 49:61 | ***   | 0 | 5 | 293:352 | 5  |

 Itálie -  Čína 62:53 (27:36)
21. července 1996 – Atlanta
 Brazílie -  Kanada 69:56 (38:27)
21. července 1996 – Atlanta
 Rusko -  Japonsko 73:63 (45:37)
21. července 1996 – Atlanta
 Japonsko -  Čína 75:72 (42:35)
23. července 1996 – Atlanta
 Itálie -  Kanada 59:54 (24:34)
23. července 1996 – Atlanta
 Brazílie -  Rusko 82:68 (41:36)
23. července 1996 – Atlanta
 Čína -  Kanada 61:49 (28:25)
25. července 1996 – Atlanta
 Brazílie -  Japonsko 100:80 (57:46)
25. července 1996 – Atlanta
 Rusko -  Itálie 75:70 (41:37)
25. července 1996 – Atlanta
 Brazílie -  Čína 98:83 (51:38)
27. července 1996 – Atlanta
 Rusko -  Kanada 68:49 (35:29)
27. července 1996 – Atlanta
 Itálie -  Japonsko 66:52 (30:27)
27. července 1996 – Atlanta
 Rusko -  Čína 94:78 (44:43)
29. července 1996 – Atlanta
 Brazílie -  Itálie 75:73 (38:37)
29. července 1996 – Atlanta
 Japonsko -  Kanada 95:85 (41:45)
29. července 1996 – Atlanta

### Skupina B
|    |             | USA    | UKR   | AUS   | CUB    | KOR    | ZAI    | V | P | Skóre   | B  |
| 1. | USA         | ***    | 98:65 | 96:79 | 101:84 | 105:64 | 107:47 | 5 | 0 | 507:339 | 10 |
| 2. | Ukrajina    | 65:98  | ***   | 54:48 | 87:75  | 67:72  | 81:65  | 3 | 2 | 354:358 | 8  |
| 3. | Austrálie   | 79:96  | 48:54 | ***   | 75:63  | 76:61  | 91:45  | 3 | 2 | 369:319 | 8  |
| 4. | Kuba        | 84:101 | 75:87 | 63:75 | ***    | 70:55  | 73:59  | 2 | 3 | 365:377 | 7  |
| 5. | Jižní Korea | 64:105 | 72:67 | 61:76 | 55:70  | ***    | 95:71  | 2 | 3 | 347:389 | 7  |
| 6. | Zair        | 47:107 | 65:81 | 45:91 | 59:73  | 71:95  | ***    | 0 | 5 | 287:447 | 5  |

 Austrálie -  Jižní Korea 76:61 (37:34)
21. července 1996 – Atlanta
 Ukrajina -  Zair 81:65 (45:26)
21. července 1996 – Atlanta
 USA -  Kuba 101:84 (54:44)
21. července 1996 – Atlanta
 Austrálie -  Zair 91:45 (55:22)
23. července 1996 – Atlanta
 Kuba -  Jižní Korea 70:55 (26:26)
23. července 1996 – Atlanta
 USA -  Ukrajina 98:65 (52:34)
23. července 1996 – Atlanta
 Austrálie -  Kuba 75:63 (36:22)
25. července 1996 – Atlanta
 USA -  Zair 107:47 (50:22)
25. července 1996 – Atlanta
 Jižní Korea -  Ukrajina 72:67 (34:29)
25. července 1996 – Atlanta
 USA -  Austrálie 96:79 (46:43)
27. července 1996 – Atlanta
 Ukrajina -  Kuba 87:75 (43:43)
27. července 1996 – Atlanta
 Jižní Korea -  Zair 95:71 (46:36)
27. července 1996 – Atlanta
 Ukrajina -  Austrálie 54:48 (29:29)
29. července 1996 – Atlanta
 USA -  Jižní Korea 105:64 (60:50)
29. července 1996 – Atlanta
 Kuba -  Zair 73:59 (36:36)
29. července 1996 – Atlanta

### Čtvrtfinále
USA -  Japonsko 108:93 (59:44)
31. července 1996 (15:00) – Atlanta
 Austrálie -  Rusko 74:70 (38:38, 64:64)
31. července 1996 (17:00) – Atlanta
 Ukrajina -  Itálie 59:50 (25:22)
31. července 1996 (20:00) – Atlanta
 Brazílie -  Kuba 101:69 (50:33)
31. července 1996 (22:00) – Atlanta

### Semifinále
Brazílie -  Ukrajina 81:60 (48:36)
2. srpna 1996 (15:00) – Atlanta
 USA -  Austrálie 93:71 (47:32)
2. srpna 1996 (17:00) – Atlanta

### Finále
USA -  Brazílie 111:87 (57:46)
4. srpna 1996 (18:35) – Atlanta

### O 3. místo
Austrálie -  Ukrajina 66:56 (33:24)
4. srpna 1996 (16:00) – Atlanta

### O 5. – 8. místo
Rusko -  Japonsko 80:69 (39:34)
31. července 1996 (15:00) – Atlanta
 Kuba -  Itálie 78:70 (37:40)
1. srpna 1996 (17:00) – Atlanta

### O 5. místo
Rusko -  Kuba 91:74 (44:41)
3. srpna 1996 (17:00) – Atlanta

### O 7. místo
Japonsko -  Itálie 81:69 (41:32)
3. srpna 1996 (15:00) – Atlanta

### O 9. – 12. místo
Čína -  Zair 91:67 (47:36)
31. července 1996 (10:00) – Atlanta
 Jižní Korea -  Kanada 88:79 (37:41)
31. července 1996 (12:00) – Atlanta

### O 9. místo
Čína -  Jižní Korea 85:71 (48:39)
3. srpna 1996 (12:00) – Atlanta

### O 11. místo
Kanada -  Zair 88:46 (52:20)
3. srpna 1996 (10:00) – Atlanta

### Soupisky
1.  USA
| - Teresa Edwardsová - Dawn Staleyová - Ruthie Boltonová - Sheryl Swoopesová | - Jennifer Azziová - Lisa Leslieová - Carla McGheeová - Katy Stedingová | - Katrina McClainová - Rebecca Lobová - Venus Laceyová - Nikki McCrayová |

2.  Brazílie
| - Hortência Marcariová - Maria Angelicaová - Adriana Santosová - Leila Sobralová | - Maria Paula Gonçalves da Silva - Janeth Arcainová - Roseli Gustavová - Marta de Sooza Sobralová | - Silvia Luzová - Alessandra Oliveiraová - Cintia Santosová - Claudia Maria Pastorová |

3.  Austrálie
| - Robyn Maherová - Allison Cooková - Sandy Brondellová - Michele Timmsová | - Shelley Sandieová - Trisha Fallonová - Michelle Chandlerová - Fiona Robinsonová | - Carla Boydová - Jennifer Whittleová - Rachael Spornová - Michelle Broganová |

### Konečné pořadí (ženy)
| XXVI. | Olympijské hry | Z | V | P | Skóre    | B  |
| ----- | -------------- | - | - | - | -------- | -- |
| 1.    | USA            | 8 | 8 | 0 | 819: 590 | 16 |
| 2.    | Brazílie       | 8 | 7 | 1 | 693: 600 | 15 |
| 3.    | Austrálie      | 8 | 5 | 3 | 580: 538 | 13 |
| 4.    | Ukrajina       | 8 | 4 | 4 | 529: 555 | 12 |
| 5.    | Rusko          | 8 | 6 | 2 | 619: 559 | 14 |
| 6.    | Kuba           | 8 | 3 | 5 | 586: 639 | 11 |
| 7.    | Japonsko       | 8 | 3 | 5 | 608: 653 | 11 |
| 8.    | Itálie         | 8 | 3 | 5 | 519: 527 | 11 |
| 9.    | Čína           | 7 | 3 | 4 | 523: 516 | 10 |
| 10.   | Jižní Korea    | 7 | 3 | 4 | 506: 553 | 10 |
| 11.   | Kanada         | 7 | 1 | 6 | 460: 486 | 8  |
| 12.   | Zair           | 7 | 0 | 7 | 400: 626 | 7  |